# Grozniji csata (1994–1995)
Első grozniji csata néven az Oroszországi Föderáció Fegyveres Erőinek Groznij, Csecsenföld fővárosa elleni invázióját és későbbi elfoglalását értjük, melyre az első csecsen háború korai hónapjaiban került sor. Az 1994 decembere és 1995 márciusa között zajlott csata eredményeként az orosz erők elfoglalták a várost.

## Története
Az elhamarkodott újévi támadás súlyos orosz veszteségeket eredményezett. A lakosság elmenekült Groznijból, és az üres házak szinte mindegyikéért meg kellett küzdeni a támadóknak a területüket védő csecsen fegyveresekkel. A sebtében kijelölt alakulatok nem voltak megfelelően felkészítve a várható harccselekményekre sem harcászati, sem pedig pszichológiai szempontból a belső, polgárháború-jellegű küzdelemre. Súlyos hiba volt a nagy mennyiségű páncélos technika tömeges alkalmazása a városi harcban, ami komoly veszteséget okozott az orosz erőknek.
A kezdeti sikertelenség oka volt továbbá az orosz oldalon harcoló, három főhatóság (Védelmi Minisztérium, Belügyminisztérium, FSZB) alárendeltségébe tartozó erők problémás együttműködése. Jelcin ugyan a helyszínre rendelte a két minisztert és az FSZB igazgatóját, de jelenlétük inkább nehezítette a csapatokat közvetlenül irányító parancsnokok munkáját. Szervezetlen volt az anyagi-technikai eszközök utánpótlása is. A támadás első hulláma az orosz fél számára óriási veszteségeket okozott és az állomány moráljának szinte teljes összeomlását eredményezte. 
A kudarcok nyomán az orosz vezetés január 3-án, megfelelő, összehangolt tüzérségi és légi előkészítést követően folytatták a harcot a csecsen fővárosért, amit végül január 27-én sikerült elfoglalni. A páncéloserők helyett ekkor már deszantroham-alegységeket alkalmaztak, amelyek alkalmasabbak voltak a városi harcra. További két hónapnyi harc, valamint taktikaváltás után tudták elfoglalni a várost. A csata és annak részeként a második világháború óta a legnagyobb európai bombázás nagy pusztítást végzett a civil lakosság körében is.
Végül a csecsen szeparatisták 1996 augusztusában visszafoglalták a várost, ezzel lezárva az első csecsen háborút.

## Taktikák
A csecsen harcosok nagyobb motivációval és helyismerettel rendelkeztek. Legtöbbjük beszélte az orosz nyelvet, szolgált a Szovjet Hadseregben, vagy az Oroszországi Föderáció Fegyveres Erőinél és rendelkezett szovjet/orosz egyenruhával. Többük veterán volt már, megjárták ugyanis az afganisztáni frontot, ahol komoly tapasztalatokat szereztek a gerillahadviselésről is. 15-20 fős rajokra voltak osztva, ezek pedig 3-4 fős tűzcsoportokra.

## Veszteségek

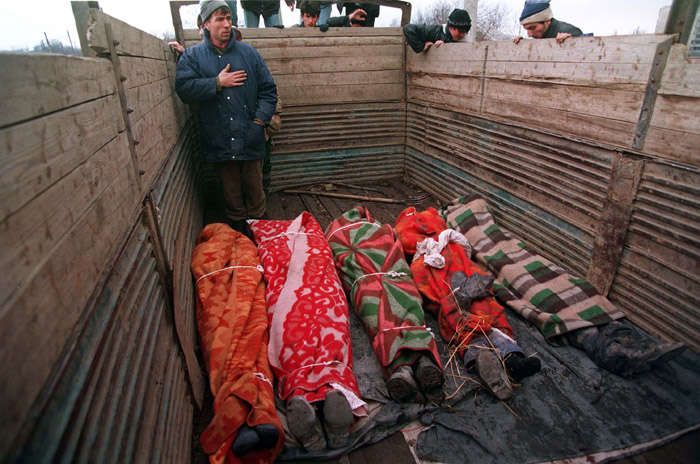
Holttestek egy teherautón Groznijban

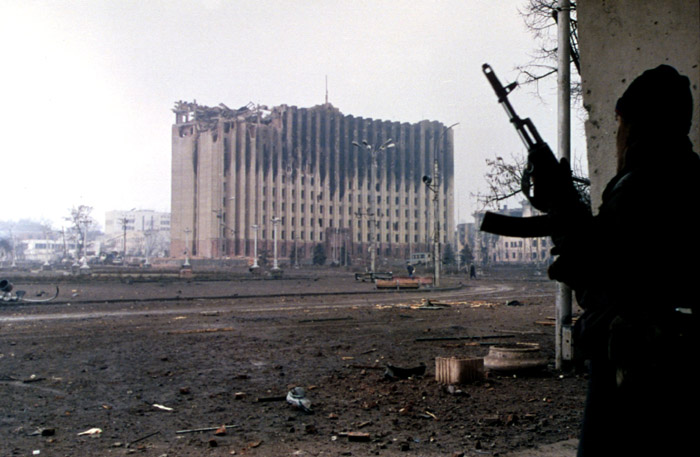
Csecsen harcos az Elnöki Palota közelében, 1995 januárjában

A katonai veszteségek pontos száma nem ismert, de becslések szerint mindkét oldalon ezres nagyságrendű volt a sebesültek és a halottak száma. A hivatalos orosz statisztikák szerint 1376 fő vesztette életét és 408 fő tűnt el harci cselekmény közben, bár a valós adatok magasabbak lehetnek.